# Goran Vrbanc
Goran Vrbanc (ur. 8 października 1984 w Rijece) – chorwacki koszykarz, występujący na pozycji rzucającego obrońcy.

## Osiągnięcia
- Mistrz:
  - Chorwacji (2007, 2009, 2010)[1]
  - Bośni i Hercegowiny (2009)[2]
- Wicemistrz:
  - Chorwacji (2013)
  - ligi adriatyckiej (2009, 2010)
- Zdobywca Pucharu Chorwacji (2009)[1]
- 2-krotny finalista Pucharu Chorwacji (2008, 2010)
- 2-krotny uczestnik chorwackiego All-Star Game (2005, 2006)[1]

Reprezentacja
- Członek kadry Chorwacji U–21[1]